# Kai Häfner
Kai Häfner ([ˈhɛfnɐ], * 10. Juli 1989 in Schwäbisch Gmünd) ist ein deutscher Handballspieler, der aktuell beim TVB Stuttgart unter Vertrag steht.

## Karriere

### Verein
Der 1,88 m große Rückraumspieler, der früher auf Rechtsaußen und vor seiner Göppinger Zeit auch auf der Rückraum-Mitte-Position spielte, begann beim TSB Schwäbisch Gmünd mit dem Handball. In der Saison 2006/07 spielte er in der 2. Handball-Bundesliga beim TV Bittenfeld und anschließend beim Bundesligisten Frisch Auf Göppingen, mit dem er 2011 den EHF-Pokal gewann. Nachdem im Jahr 2011 sein Vertrag in Göppingen ausgelaufen war, wechselte der Linkshänder zum Ligarivalen HBW Balingen-Weilstetten. Ab der Saison 2014/15 spielte er bei der TSV Hannover-Burgdorf in der Handball-Bundesliga, wo er zunächst einen Zweijahresvertrag unterschrieb. Im Sommer 2019 wechselte er zum Bundesligisten MT Melsungen. Im Sommer 2023 kehrte er zum TV Bittenfeld zurück, welcher mittlerweile als TVB Stuttgart ebenfalls in der Bundesliga spielt. Am 25. September 2024 erreichte er als 19. Spieler die Marke von 500 Bundesligaspielen.

### Nationalmannschaft
Häfner gewann mit der deutschen Juniorennationalmannschaft 2008 die Silbermedaille bei der Europameisterschaft. Ein Jahr später holte er dann Gold bei der Junioren-Weltmeisterschaft. Am 15. April 2010 hatte er im Spiel gegen Dänemark sein Debüt in der Männer-Nationalmannschaft.
Bei der Europameisterschaft 2016 in Polen wurde er nach einer Verletzung von Steffen Weinhold zum letzten Spiel der Hauptrunde (gegen Russland) nachnominiert. Die Mannschaft gewann am 31. Januar 2016 gegen Spanien den Titel, wozu er mit insgesamt 15 Treffern in drei Spielen beitrug. Darunter war der Siegtreffer in den letzten Spielsekunden beim 34:33-Sieg im Halbfinale gegen Norwegen.
Bei den Olympischen Spielen 2016 in Rio de Janeiro gewann er mit dem deutschen Team die Bronzemedaille. Dafür wurde er am 1. November 2016 vom Bundespräsidenten mit dem Silbernen Lorbeerblatt geehrt. Zur Europameisterschaft 2018 wurde er von Bundestrainer Christian Prokop in den 20er-Kader berufen, der die Vorbereitung bestritt. Am 7. Januar 2018 wurde er in den endgültigen Kader berufen und nahm an der Europameisterschaft 2018 teil. Mit der deutschen Auswahl nahm er an den Olympischen Spielen in Tokio teil.
Bei der Europameisterschaft 2022 kam er nach elf Toren in den ersten zwei Spielen nach einem positiven COVID-19-Test nicht mehr zum Einsatz. Bei der Weltmeisterschaft 2023 erreichte er mit der deutschen Nationalmannschaft den 5. Platz. Das Team zeigte damit eine Leistungssteigerung gegenüber den durch die Corona-Pandemie beeinflussten vorherigen großen Turnieren, Häfner erzielte dabei 28 Tore. Er stand im Kader für die Europameisterschaft 2024 und belegte mit Deutschland den 4. Platz.
Bei den Olympischen Spielen 2024 in Paris gewann Häfner mit der deutschen Nationalmannschaft die Silbermedaille. Dafür wurden er und sein Team am 4. November 2024 vom Bundespräsidenten Frank-Walter Steinmeier mit dem Silbernen Lorbeerblatt ausgezeichnet. Nach dem verletzungsbedingten Ausfall von Franz Semper wurde Häfner noch vor Turnierbeginn nachnominiert. Bereits vor Turnierbeginn hatte Häfner angekündigt, seine Nationalmannschaftskarriere nach den Olympischen Spielen zu beenden und sich auf seine Aufgabe beim TVB Stuttgart konzentrieren zu wollen.

## Bundesligabilanz
| Saison    | Verein                   | Spielklasse | Spiele | Tore  | 7-Meter | Feldtore |
| --------- | ------------------------ | ----------- | ------ | ----- | ------- | -------- |
| 2007/08   | Frisch Auf Göppingen     | Bundesliga  | 6      | 4     | 0       | 4        |
| 2008/09   | Frisch Auf Göppingen     | Bundesliga  | 32     | 13    | 0       | 13       |
| 2009/10   | Frisch Auf Göppingen     | Bundesliga  | 31     | 10    | 0       | 10       |
| 2010/11   | Frisch Auf Göppingen     | Bundesliga  | 34     | 13    | 0       | 13       |
| 2011/12   | HBW Balingen-Weilstetten | Bundesliga  | 29     | 71    | 0       | 71       |
| 2012/13   | HBW Balingen-Weilstetten | Bundesliga  | 34     | 117   | 0       | 117      |
| 2013/14   | HBW Balingen-Weilstetten | Bundesliga  | 23     | 83    | 0       | 83       |
| 2014/15   | TSV Hannover-Burgdorf    | Bundesliga  | 32     | 139   | 0       | 139      |
| 2015/16   | TSV Hannover-Burgdorf    | Bundesliga  | 25     | 132   | 0       | 132      |
| 2016/17   | TSV Hannover-Burgdorf    | Bundesliga  | 33     | 166   | 0       | 166      |
| 2017/18   | TSV Hannover-Burgdorf    | Bundesliga  | 34     | 163   | 0       | 163      |
| 2018/19   | TSV Hannover-Burgdorf    | Bundesliga  | 25     | 127   | 0       | 127      |
| 2019/20   | MT Melsungen             | Bundesliga  | 25     | 125   | 0       | 125      |
| 2020/21   | MT Melsungen             | Bundesliga  | 36     | 168   | 0       | 168      |
| 2021/22   | MT Melsungen             | Bundesliga  | 32     | 139   | 0       | 139      |
| 2022/23   | MT Melsungen             | Bundesliga  | 31     | 118   | 0       | 118      |
| 2023/24   | TVB Stuttgart            | Bundesliga  | 34     | 179   | 0       | 179      |
| 2007–2024 | Gesamt                   | Bundesliga  | 496    | 1.767 | 0       | 1.767    |